# Zinal
Zinal ist ein Ferienort im Val d’Anniviers im französischsprachigen Teil des Kantons Wallis und gehört zur Gemeinde Anniviers. Der Ort ist bekannt als Ausgangspunkt für die Besteigung von mehreren Walliser Viertausendern.

## Geographie
Zinal liegt zuhinterst im Val d’Anniviers, einem südlichen Seitental des Rhonetals im Kanton Wallis. Durch das Dorf fliesst der Bach Navisence, der bei Chippis in die Rhone mündet. Östlich über dem Dorf erheben sich der Roc de la vache, die Les Diablons sowie der Besso, ein Vorgipfel des Zinalrothorns. Westlich des Dorfes erheben sich die Corne de Sorebois sowie die Garde de Bordon. Weiter talaufwärts erstreckt sich der als Weide genutzte Talboden Plat de la Lé. Dahinter teilt sich nach einer Felsstufe das Tal Richtung Weisshorn mit den von ihm ausgehenden Weisshorn- und Mominggletscher sowie Richtung Zinalgletscher, Grand Cornier, Dent Blanche und Ober Gabelhorn.
Der gesamte Talschluss mit den schneebedeckten Viertausendern wird wegen seiner majestätischen Erscheinung auch Kaiserkrone (Couronne impériale)  genannt.

## Ortsname
Zinal, im Ortsdialekt tsìnalì ausgesprochen (also mit einem deutschen Z-), geht auf frankoprovenzalisch tsìnā und ähnlich zurück, das seinerseits von lateinisch canālis stammt. Das Wort bedeutet in der Westschweiz «Wasserleitung», «Dachrinne», «Bewässerungsgraben» und ähnlich und nimmt im Fall des Ortsnamens Bezug auf die typischen Wasserleitungen des Wallis (Suone).

## Geschichte
Zinal war früher ein Maiensässdorf, also eine nicht das ganze Jahr bewohnte Siedlung. Das Dorf war im Mai und Juni, bevor das Vieh auf die Alpweiden geführt wurde, für einige Wochen bewohnt, dann nach Alpabzug im Oktober nochmals für einige Wochen. Im Dezember und Januar wurde schliesslich für einige Wochen das eingebrachte Heu an das Vieh verfüttert.
Das erste Gasthaus wurde 1856 erbaut. Das zweistöckige Haus aus Lärchenholz enthielt einige kleine Zimmer. 1864 übernachtete Edward Whymper, der Erstbesteiger des Matterhorns, in Zinal. 1889 wurde eine dem heiligen Bartholomäus geweihte Kapelle erbaut. Beim Choreingang schuf der Maler Cini 1948 ein Freskogemälde und 1952 einen Kreuzweg. Wegen der ungenügenden Strassenverbindungen hatte das Dorf mit grossen wirtschaftlichen Schwierigkeiten zu kämpfen und konnte sich touristisch erst ab 1957, nach dem Bau der Strasse, entwickeln.
In den 1960er Jahren wurde die Luftseilbahn nach Sorebois gebaut. Es folgten einige Skilifte. Seitdem hat sich der Ort im Sommer- wie Wintertourismus kontinuierlich entwickelt. Bis zum 31. Dezember 2008 gehörte Zinal zur Gemeinde Ayer. Danach fusionierte Ayer zusammen mit 5 weiteren Talgemeinden zur Gemeinde Anniviers.

## Bevölkerung
| Jahr      | 1970 | 1990 | 2008 |
| Einwohner | 103  | 200  | 250  |

## Verkehr
Die Strasse nach Zinal wurde auch für Walliser Verhältnisse spät, erst 1957, erstellt. Die topografischen Verhältnisse waren sehr anspruchsvoll. Durch die regelmässigen Postautokurse via Vissoie zum Bahnhof Sierre ist Zinal an das Netz des öffentlichen Verkehrs angeschlossen. Es bestehen ausserdem Direktkurse von Zinal über Grimentz zum Stausee Moiry.

## Tourismus
1967 wurde eine Luftseilbahn auf die 2438 m ü. M. gelegene Bergstation Sorebois gebaut. Die Kabinen wurden im Jahr 2007 erneuert. Von Sorebois aus gesehen erhebt sich hinter der Kaiserkrone (Couronne impériale) das Matterhorn. Das Dorf zählt sechs Hotels sowie viele Ferienwohnungen und Chalets.

### Sommer
In der Bergwelt um Zinal sind 300 km Wanderwege signalisiert. Die nationale Route Nr. 6 Alpenpässe-Weg von SchweizMobil führt vom Turtmanntal über den Meidpass nach Zinal und weiter zum Lac de Moiry und über den Col de Torrent ins Val d’Hérens. Mit seinen fünf Berghütten Cabane du Grand Mountet (SAC), Cabane Petit Mountet, Cabane d’Arpitettaz (SAC), Cabane de Tracuit (SAC) und Cabane de Sorebois  ist Zinal Ausgangspunkt für die klassischen Routen auf das Weisshorn, das Zinalrothorn, das Bishorn und das Ober Gabelhorn der Weisshorngruppe.
Im August ist Zinal Zielort des Berglaufs Sierre–Zinal, der seit 1974 ausgetragen wird. Seit August 2020 gibt es in Zinal einen Foxtrail.

### Winter
Das Skigebiet am Corne de Sorebois umfasst 70 km Pisten. Die Hauptpisten werden künstlich beschneit. Seit dem Spätherbst 2013 führt eine Luftseilbahn mit einer Gondel-Kapazität von 125 Personen von der Talstation in Grimentz ins Skigebiet von Zinal. Somit sind die beiden Skigebiete miteinander verbunden und es besteht eine Skiarena mit 120 km Pistenlänge, 2 Luftseilbahnen, 1 Gondelbahn, 5 Sesselliften und 11 Skiliften. Das Skigebiet Grimentz-Zinal gehört seitdem zu den 10 grössten Skigebieten im Kanton Wallis.
Im Plat de la Lé genannten Talboden oberhalb von Zinal werden im Winter insgesamt 19 km Langlaufloipen gespurt.

## Galerie

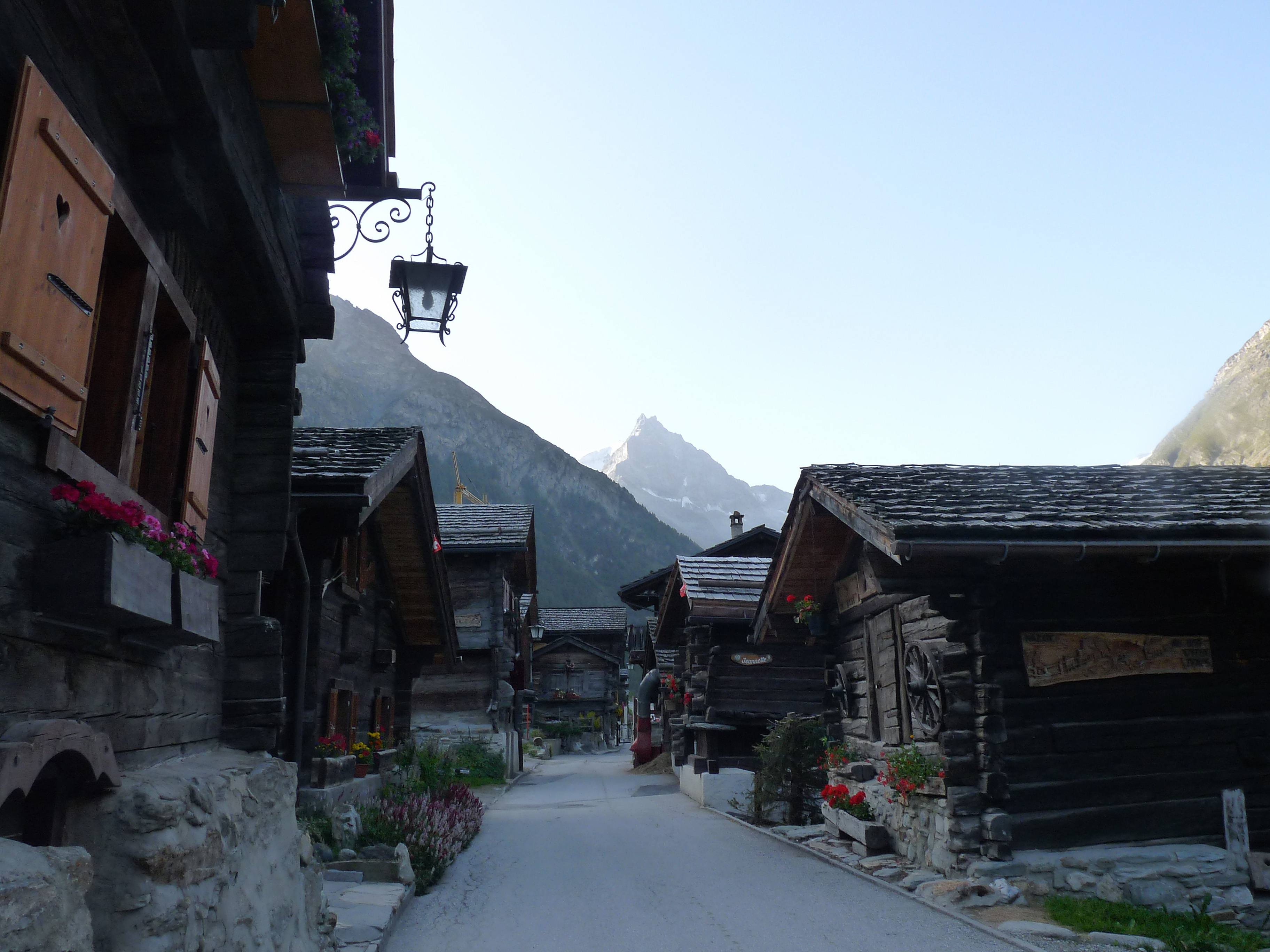
Altes Dorfzentrum von Zinal
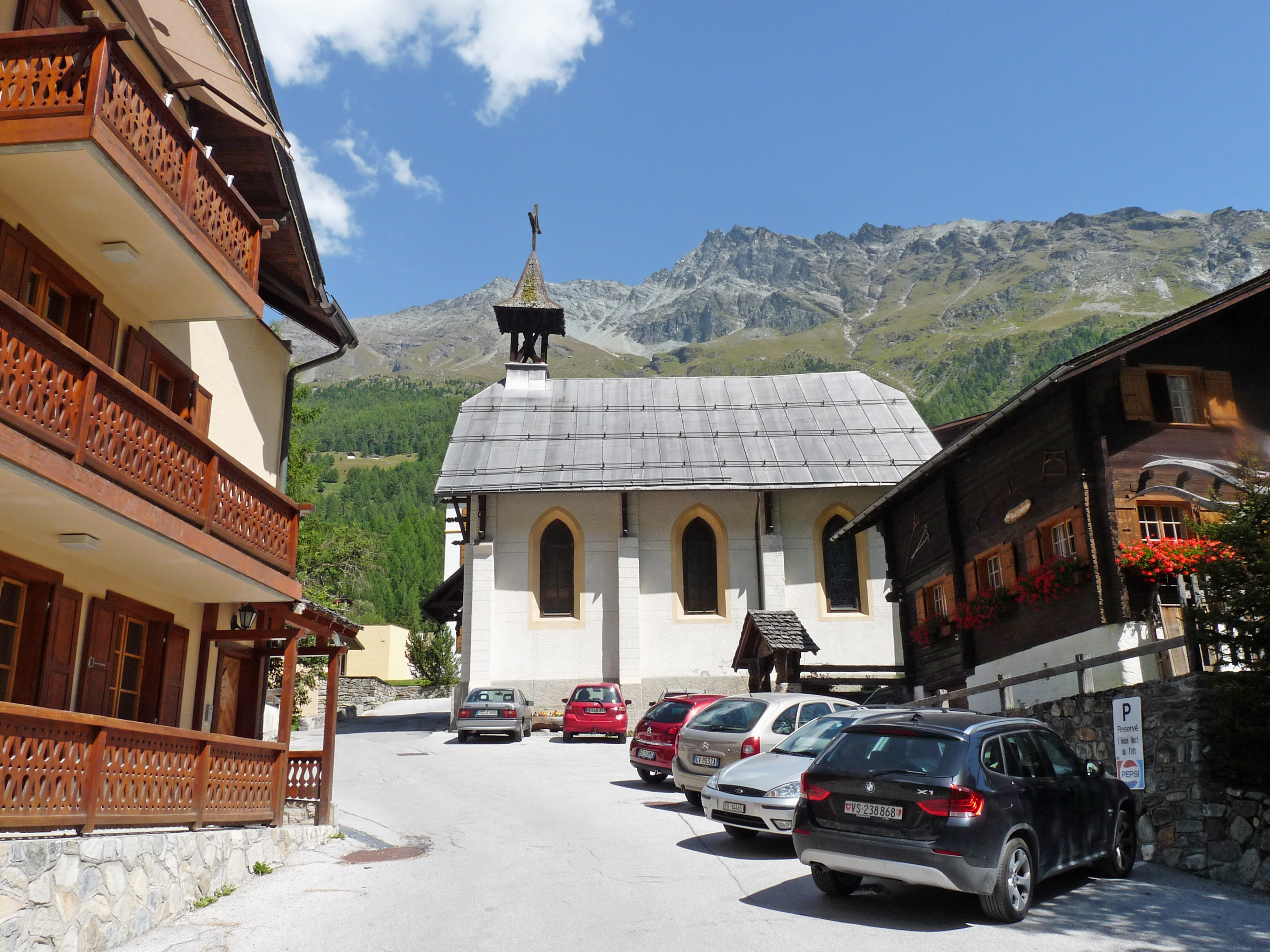
Kirche von Zinal
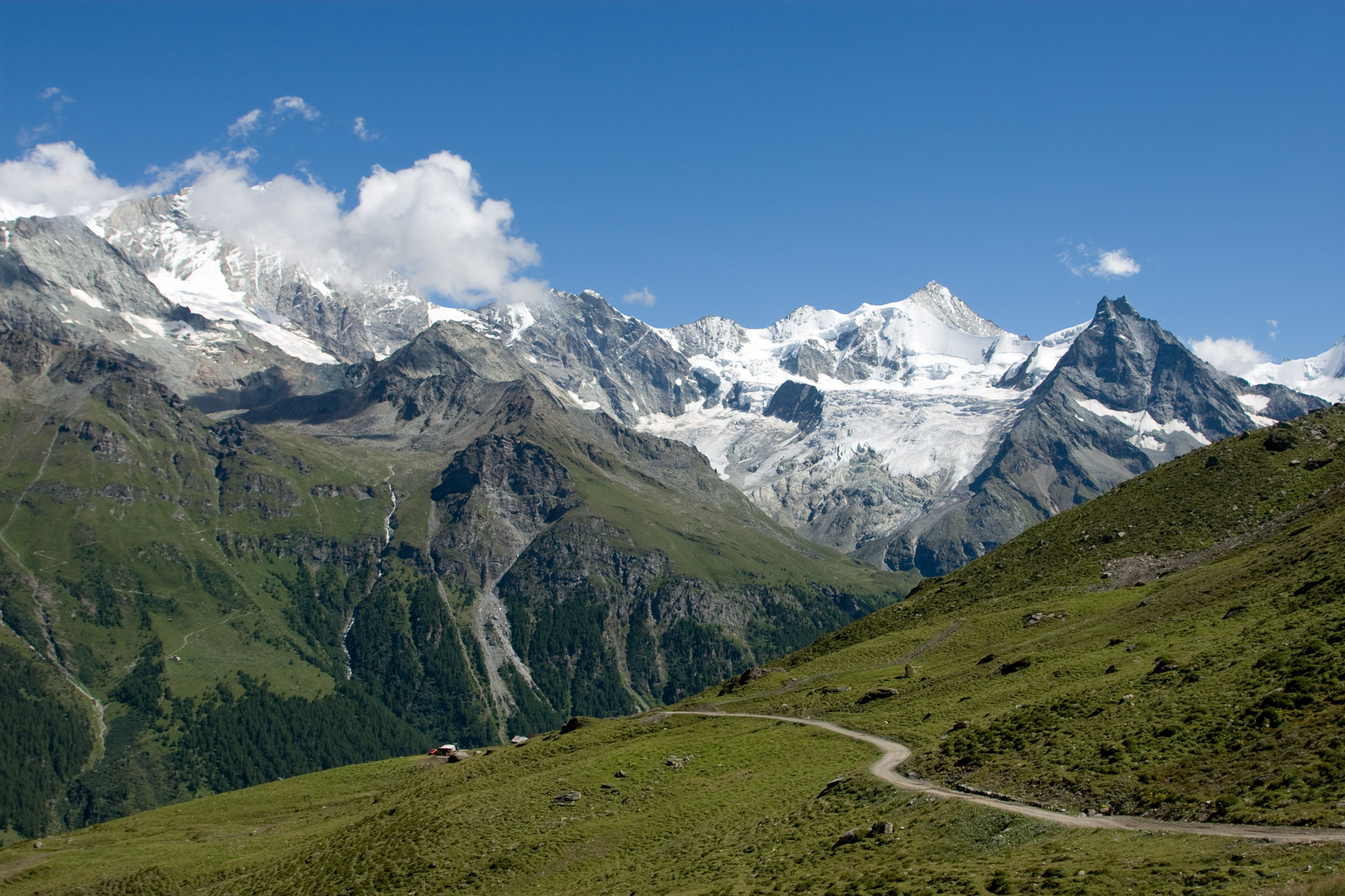
Blick von Sorebois
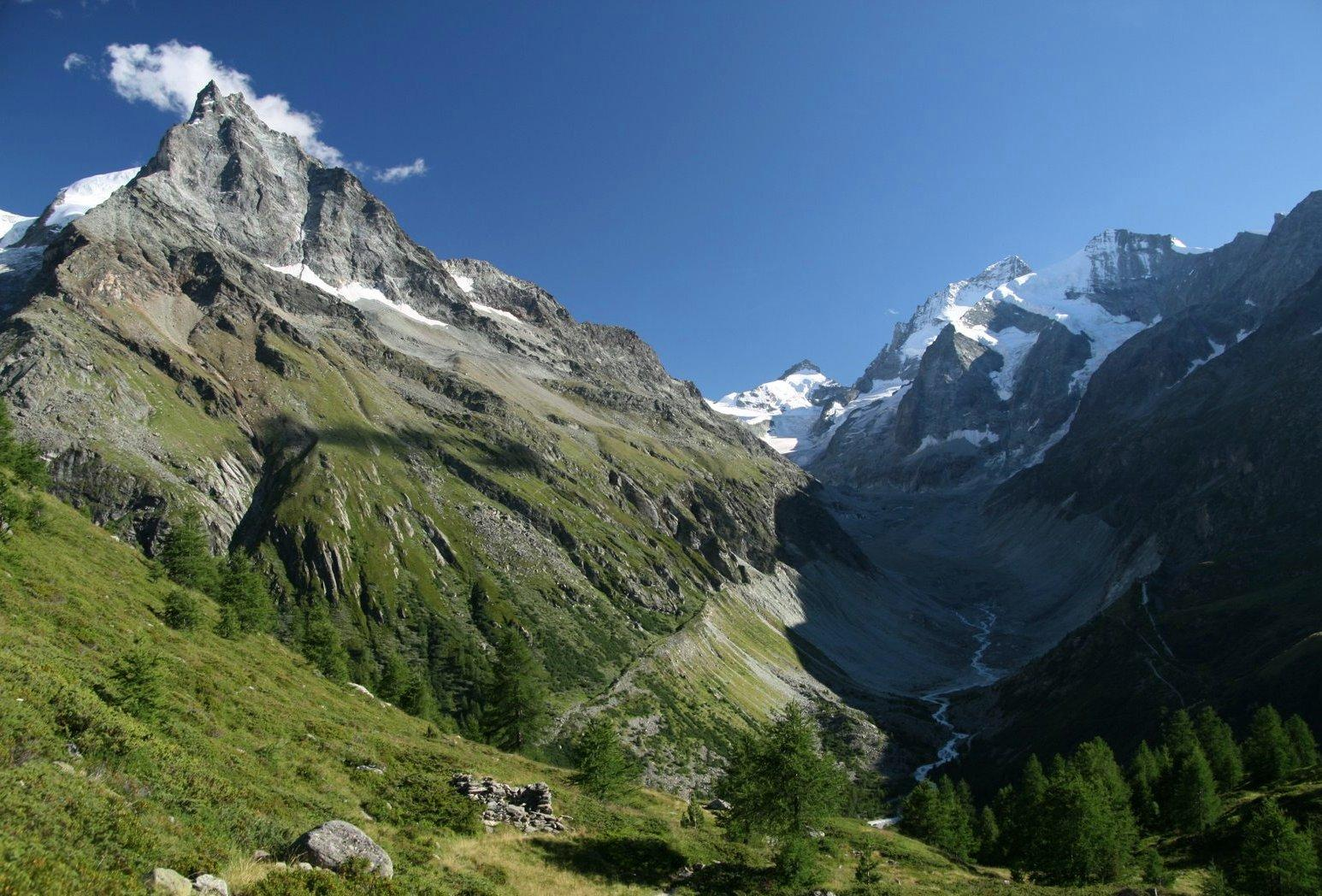
Das Val de Zinal mit Besso (links)
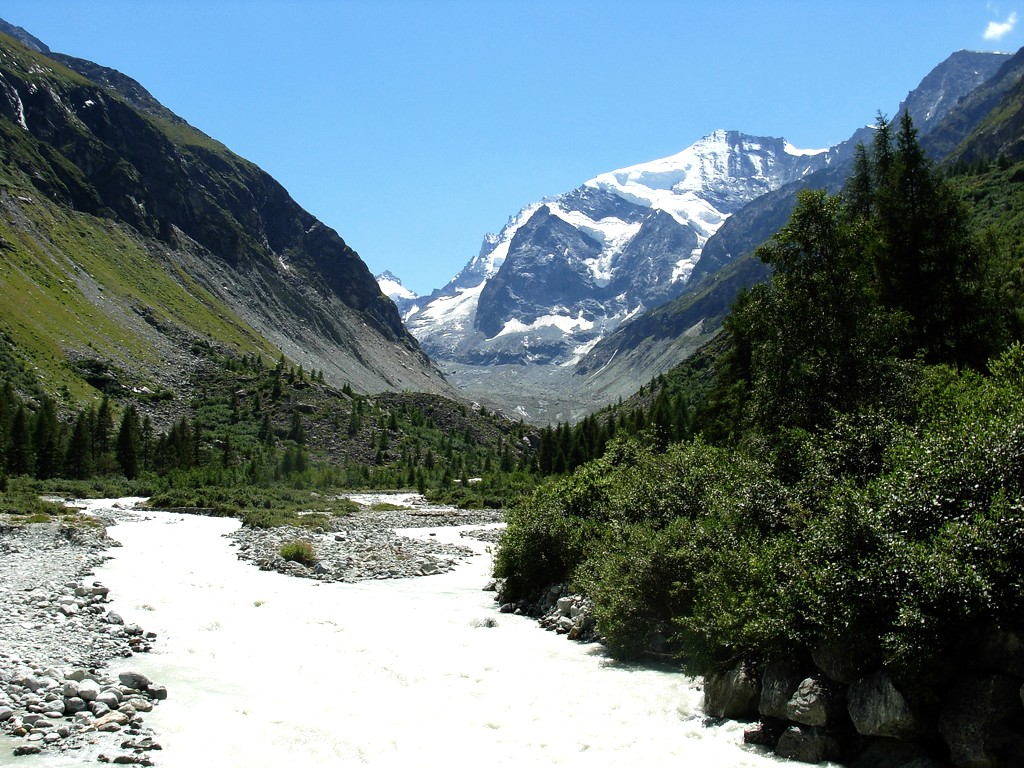
Grand Cornier